# Беллингем, Ричард
Ричард Беллингем (англ. Richard Bellingham; ок. 1592 — 7 декабря 1672) — английский колониальный чиновник, адвокат, трижды губернатор колонии Массачусетского залива, последний из губернаторов, при жизни которых была подписана хартия о создании колонии. До отъезда в Новый Свет в 1634 году был богатым юристом в Линкольншире и политическим противником умеренного Джона Уинтропа (одного из Отцов колонии), выступая за расширение избирательного права, но при этом был консервативен в религиозных взглядах и выступал против пребывания квакеров и баптистов в колонии. Один из авторов Массачусетского корпуса свобод, документа, считающегося предвестником Билля о правах Соединенных Штатов.
В течение 10 лет служил в качестве колониального губернатора, большая часть этого времени пришлась на период английской реставрации, когда король Карл II внимательно изучал поведение колониальных правительств. Отказался явиться в Англию по приказу короля, что, возможно, способствовало окончательному аннулированию колониальной хартии в 1684 году.

## Ранние годы
Ричард Беллингем, сын Уильяма Беллингема и Фрэнсис Амкоттс, родился в Линкольншире, Англия, примерно в 1592 году. Его семья была весьма обеспеченной и владела поместьем в Бромби Вуд рядом с Сканторпом. Он изучал юриспруденцию в колледже Оксфорда. В 1625 году он был избран на юридическую должность в Бостоне (Англия) и занимал ее до 1633 года. Беллингем представлял Бостон в качестве члена парламента в 1628 и 1629 годах. В это же время он женился на Элизабет Бакхаус из Сваллоуфилда, Беркшир, от которой имел несколько детей, но только сын Самуэль дожил до совершеннолетия.
В 1628 году Беллингем стал инвестором компании Массачусетского залива и был одним из получивших грант на землю, выданный ему Плимутским советом в Новой Англии. Его имя также указано в королевской хартии, разрешавшей создание колонии Массачусетского залива в 1629 году. В 1633 году он подал в отставку и начал продавать свое имущество в Англии. В следующем году он отправился в Новый Свет с женой и сыном, Элизабет умерла вскоре после их прибытия в Бостон, Массачусетс.

## Колония Массачусетского залива

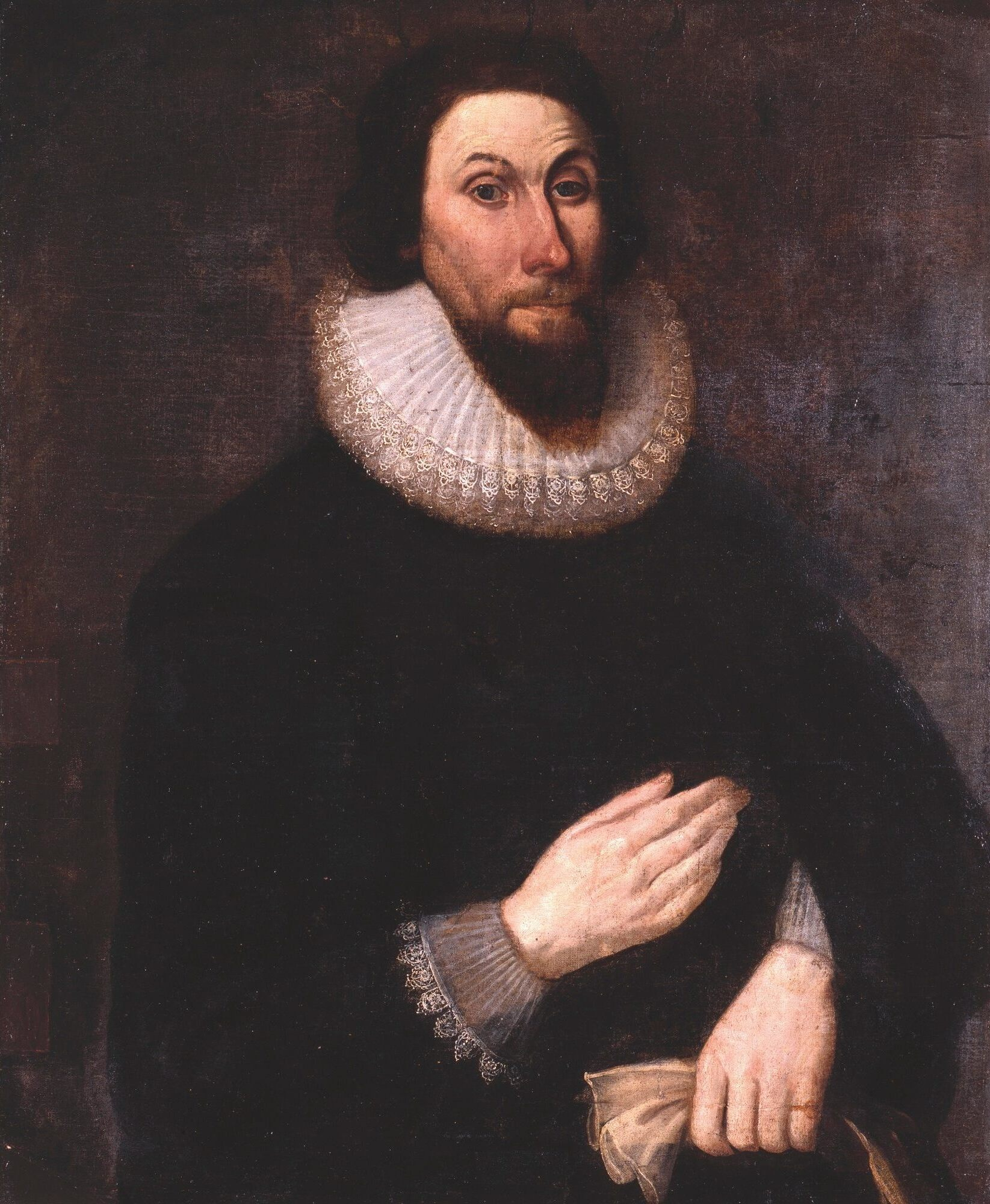
Джон Уинтроп, один из основателей колонии и главный оппонент Беллингема

Беллингем занял видную роль в колонии, став членом комитета, который курировал дела в Бостоне (предшественник совета выборщиков). В этой роли он участвовал в разделе общинных земель. Вскоре после прибытия он купил предприятие по организации паромного сообщения между Бостоном и Виннессимметом (нынешний Челси) у Самюэля Маверика, а также участки земли, которые охватывали большую часть Челси. В дополнение к особняку в Бостоне он также отстроил усадьбу недалеко от паромного терминала в Виннессиммете. Дом, который он построил в 1659 году, все еще стоит в Челси и известен как Дом Беллингема-Кэри.
На протяжении многих лет он избрался в губернаторский совет колонии, который консультировал губернатора по законодательным вопросам и служил в качестве судебного органа. В 1635 году Беллингем был впервые избран заместителем губернатора колонии, в то время, когда колонию возглавлял Джон Уинтроп. В 1637 году во время процесса над Энн Хатчинсон он был одним из магистратов, которые проголосовали за ее изгнание из колонии. По словам историка Фрэнсиса Бремера, Беллингем был несколько конфликтным человеком, что неоднократно схлестывался с Уинтропом по политическими вопросам. В эти ранние годы Беллингем был избран в совет попечителей Гарвард-колледжа. Он также внес свой вклад в разработку первого юридического кодекса колонии, известного как Массачусетский корпус свобод.
В 1641 году Беллингем был впервые избран губернатором, обойдя Уинтропа. Корпус свобод был официально принят в течение его срока полномочий. Однако он прослужил всего год на этом посту и был заменен Уинтропом в 1642 году. Поражение Беллингема, возможно, было вызвано скандальностью его второго брака. Друг Беллингема, который был гостем в его доме, ухаживал за Пенелопой Пелхэм, девушкой лет 20. По словам Уинтропа, Беллингем, которому было уже 50 лет, добился от девушки согласия на брак и, без необходимых формальностей, сыграл с ней свадьбу. Когда дело всплыло на заседании совета, губернатор Беллингем отказался давать объяснения. 

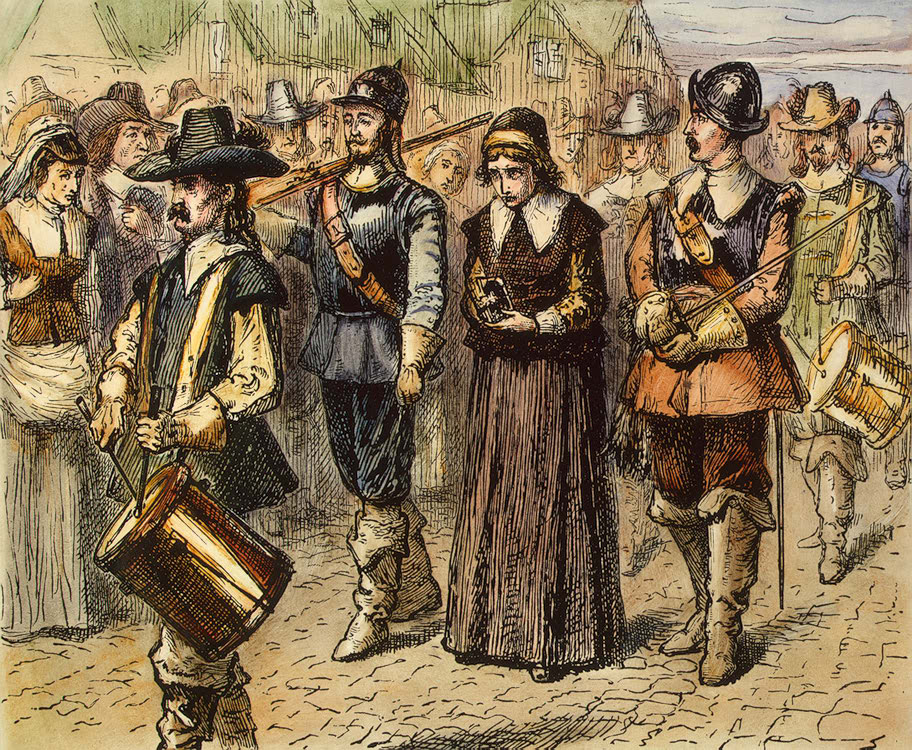
Мэри Дайер ведут к виселице

В 1640-х годах возникли споры о статусе заместителей губернатора. В деле беглой свинье губернаторский принял сторону торговца, который якобы обнаружил бесхозную свинью, на самом деле принадлежавшую некой вдове. Хозяйка обратилась в общий суд, который вынес решение в ее пользу. Но совет заявили о своем праве наложить вето на решение общего суда. Джон Уинтроп утверждал, что заместители губернатора как опытные судья должны иметь возможность контролировать демократический институт общего суда, потому что «демократия среди большинства государств составляет самую низкую и худшую из всех форм правления». Беллингем был одним из двух заместителей, которые выступпили против окончательного решения о праве вето совета. В 1648 году Беллингем заседал в комитете, созданном для демонстрации того, что юридические кодексы колонии не противоречат законам Англии, как того требовала колониальная хартия.
Беллингем снова был избран губернатором в 1654 году и в третий раз в мае 1665 года после смерти губернатора Джона Эндикотта. Далее он ежегодно переизбирался до своей смерти, в общем счете пробыв на посту губернатора 10 лет и еще 13 в качестве заместителя губернатора. Когда он еще был заместителем Эндикотта в 1656 году, в Бостон прибыло судно с несколькими квакерами. Так как Эндикотт был в то время в Сейлеме, на это прибытие отреагировал Беллингем. Поскольку квакеризм был противен пуританам, квакеры были арестованы, их вещи обысканы, а книги, пропагандирующие их взгляды, уничтожены. После пяти недель ареста их отправили обратно в Англию. Во время правления Эндикотта наказание за квакеризм становилось все более жестким, вплоть до смертной казни за повторное правонарушение. Согласно этим законам, четыре квакера были казнены за возвращение в колонию после их изгнания, в том числе Мэри Дайер.

## Английская Реставрация
1640-е и 1650-е годы в Англии были периодом больших потрясений. Английская гражданская война привела к созданию Содружества Англии и, в конечном итоге, Протекторату Оливера Кромвеля. В этот период Массачусетс в целом сочувствовал Кромвелю и парламентскому делу. С восстановлением Карла II на престоле в 1660 году все колонии и, в частности, Массачусетс, стали объектом его пристального внимания. В 1661 году он выпустил мандамус, запрещавший дальнейшее преследование квакеров. Он также просил внести изменения в законы штата Массачусетс, чтобы повысить терпимость к другим протестантским религиозным практикам, что игнорировалось во время правления Эндикотта. Король также отправил комиссаров в Новую Англию в 1664 году для обеспечения своих требований, но Массачусетс из всех колоний Новой Англии стал самым непокорным, отказавшись от внесения изменений в свои законы.
Реакция короля последовала незамедлительно: он потребовал, чтобы Беллингем как губернатор и Уильям Хатнор, спикер общего суда, отправились в Англию, чтобы ответить за поведение колонии. Вопрос о том, как ответить на это требование, разделил колонию. Дискуссия внесла раскол и в губернаторский совет. Беллингем встал на сторону сторонников жесткой линии, и было принято решение отправить королю письмо. В письме колониальные власти протестовали против обвинений в неповиновении и объяснили, почему они не смогли выполнить требования короля. Для умиротворения короля магистраты отправили ему в подарок судно с древесиной (Новая Англия была ценным источником древесины для Королевского флота). Отвлеченный войной с голландцами и внутренней политикой Карл не стал продолжать этот спор до самой смерти Беллингема, хотя по многим причинам колониальная хартия колонии Массачусетского залива все-таки была окончательно аннулирована в 1684 году.

## Смерть и наследие

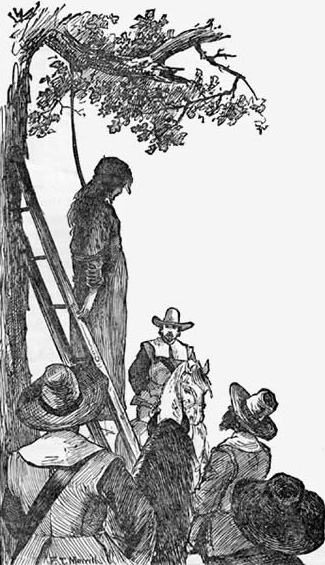
Казнь Энн Хиббинс, обвиненной в колдовстве

Ричард Беллингем умер 7 декабря 1672 года. Он был последним из получателей королевской хартии для колонии Массачусетского залива. Его пережил сын Самюэль от его первого брака и вторая жена Пенелопа. Его земельные владения в Виннессиммете были связаны с судебными тяжбами, продолжавшимися более 100 лет, и потребовали решения суда и процедур по обе стороны Атлантики. По условиям завещания Беллингема некоторые из его владений в Виннессиммете были переданы для религиозных целей. Его сын не согласился с волей отца, что привело к долгим судебным разбирательствам. Город Беллингем, штат Массачусетс, назван в его честь, и ряд объектов в Челси, включая площадь, улицу и холм, носят имя Беллингема. [49]
Беллингем был увековечен как вымышленный персонаж в «Алой букве» Натаниэля Хоторна как брат Анны Хиббинс, женщины, казненной (в действительности в 1656 году) за колдовство. Второй муж Энн Хиббинс, Уильям Хиббинс, действительно был женат на сестре Беллингема Хестер, но она умерла через год и была похоронена в Англии. Беллингем также появляется в «Трагедиях Новой Англии» Генри Уодсворта Лонгфелло.